# Fromelles

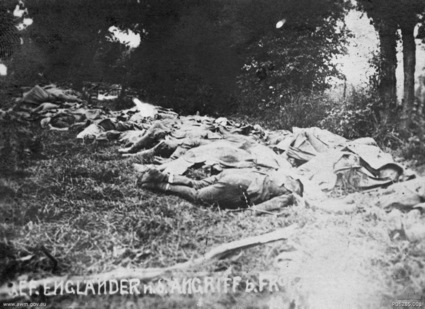
Döda allierade soldater 1916

Fromelles är en kommun i departementet Nord i regionen Hauts-de-France i norra Frankrike. Kommunen ligger i kantonen La Bassée som tillhör arrondissementet Lille. År 2022 hade Fromelles 1 133 invånare.

## Slaget vid Fromelles
Slaget vid Fromelles var en av första världskriget mest misslyckade slag för de allierade. Uppdraget var att distrahera tyska styrkor från slaget vid Somme sex mil söderut. Men dålig planering gjorde så att tusentals australiensare och britter dog. 2008 hittades 400 av soldaterna i en massgrav i närheten. Forskare från Glasgows universitet försöker att ta reda på deras identiteter för att de ska få militära begravningar i hemlandet.

## Befolkningsutveckling
Antalet invånare i kommunen Fromelles
| Referens: INSEE |